# Carbonada
La carbonada era a l'origen un plat de carn a la brasa cuita sobre carbó, o una preparació de carns a la brasa.
Així, es parlava de carbonada de porc, de vedella, de bou, de xai, etc. o encara de cuixot a la carbonada.

## Història
Segons el diccionari francès Larousse, a França també era un « estofat en ús a Occitània, on s'elaborava amb ceba, all i restes de carn.

## Pràctiques culinàries actuals
Avui, a Bèlgica, i a les regions del nord de França, les carbonades flamandes són un plat de vedella (sovint chuck en daus) o de porc, en salsa de cervesa (que cal distingir clarament del bou Borgonyó, preparat amb vi negre).

Varietats de carbonatades
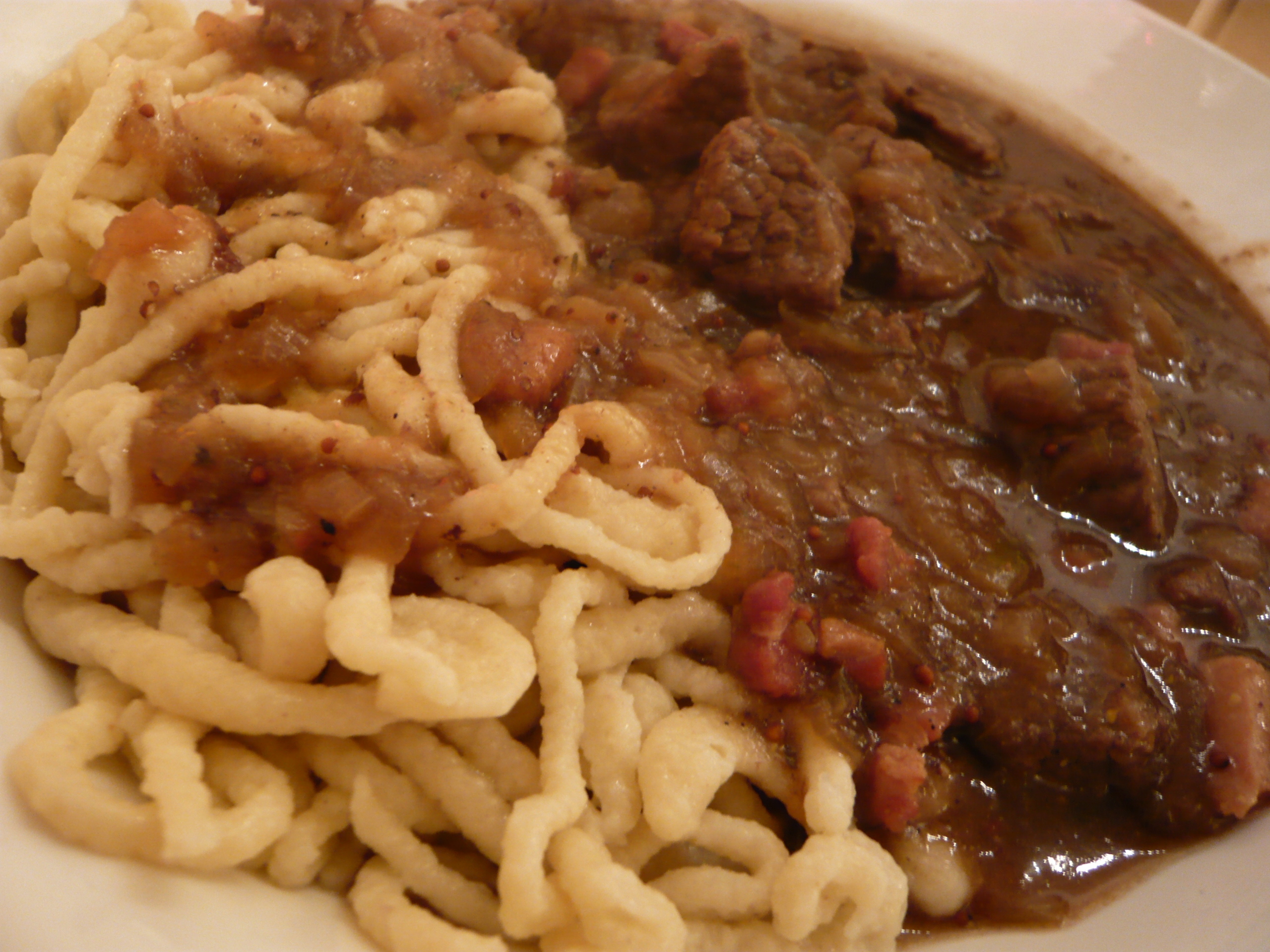
Carbonada alsaciana amb spätzles.
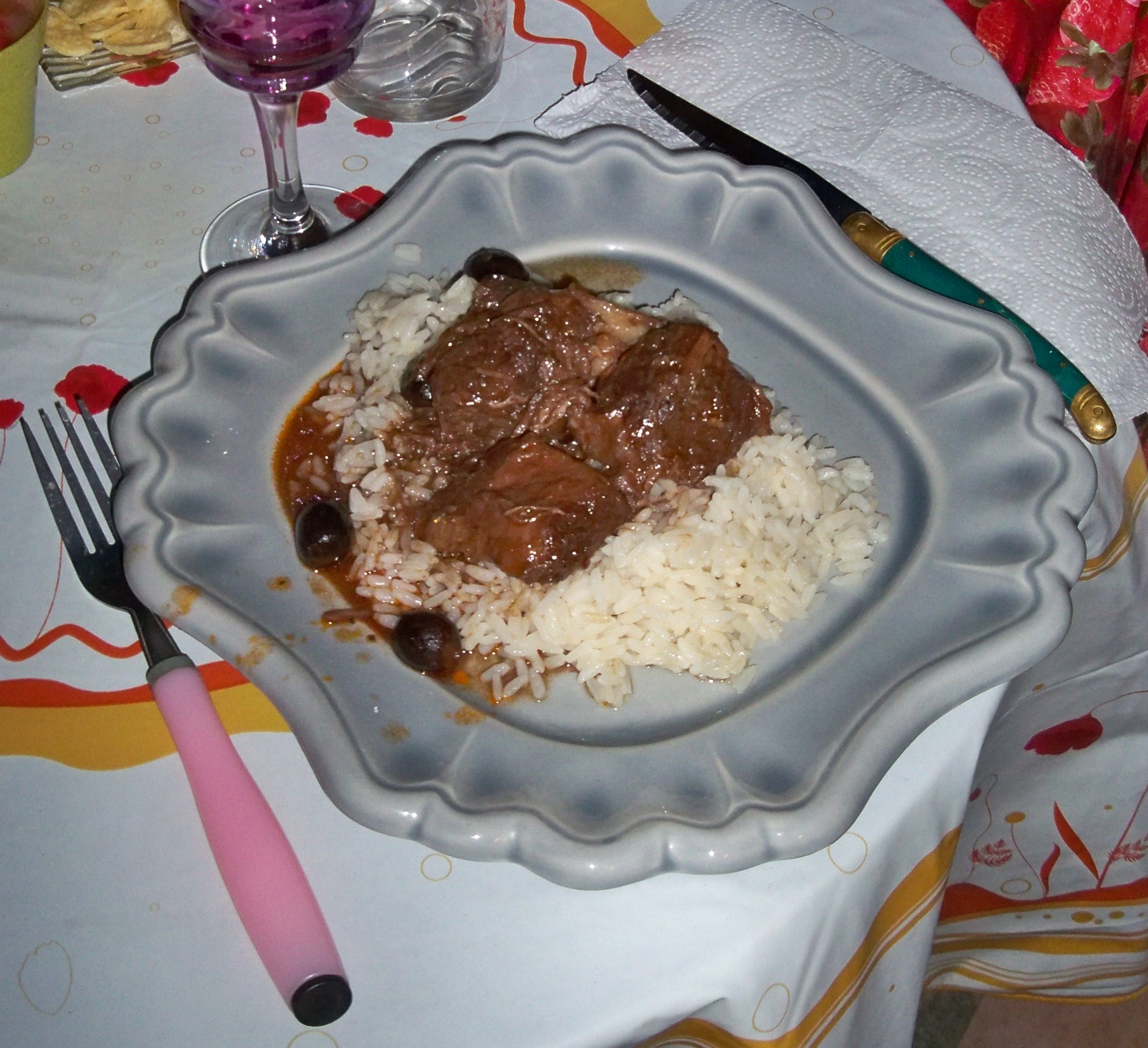
Gardiana de toro (estofat de bou de la Camarga).

Hi ha una variant occitana, de vegades preparada amb carn de vedella, de vegades amb carn de bou : la gardiana.
La carbonada és també un dels plats típics de la Vall d'Aosta, elaborat amb vi blanc sec.
També hi ha versions vegetarianes d'aquest plat, on la carn es substitueix per seitan o tofu.